# Gobernación Central
La Gobernación Central (en árabe: المحافظة الوسطى‎, romanizado: Al-Muḥāfaẓat al-Wusṭā) fue una de las cinco gobernaciones de Baréin hasta septiembre de 2014.
Estaba conformado por las antiguas municipalidades de Al Mintaqah al Wusta, Ar Rifa' wa al Mintaqah al Janubiyah, Madinat 'Isa y Sitrah.